# Rifà (Sant Sadurní d'Osormort)
Rifà és una masia de Sant Sadurní d'Osormort (Osona) protegida com a bé cultural d'interès local.

## Descripció
Masia de planta rectangular, assentada sobre el desnivell del terreny (S/N) i presenta quatre cossos de diferent alçada amb cobertes independents a dues vessants. Consta de planta baixa i dos pisos. Els careners són paral·lels a la façana orientada a llevant. En aquest sector presenta dos portals i dues finestres a la planta. La porta principal és de pedra i duu la llinda datada. Al primer pis hi ha vuit finestres, de les quals la majoria presenta ampit motllurat i quatre en el segon (una és datada). La façana sud, corresponent a la part d'habitació destinada als amos, amb un portal d'escaires arrodonits, hi ha una finestra al primer pis i al segon una finestra central i dos balcons. A l'oest cal remarcar, per una banda, la galeria d'arcs de mig punt del primer pis, per l'altre, diversos coberts adossats a la planta. Al nord s'hi adossen construccions destinades a funcions agrícoles.

## Història
Antiga masia que la trobem registrada en els fogatges de la parròquia i terme d'Espinelves de l'any 1553, moment en què hi vivien 16 famílies i entre elles hi consta un tal Sagimon Rifà. La masia està situada a prop del torrent del Rifà i a pocs metres s'hi conserva encara un molí. El mas, segons les dades constructives, fou ampliat i reformat al segle xix. Dates constructives: 1802 (llinda del portal) i 1807 (finestra del segon pis).